# Septicius (Silberschmied)
Septicius war ein antiker römischer Silberschmied, der in der zweiten Hälfte des 1. Jahrhunderts in Rom tätig war.
Septicius ist nur noch aufgrund der literarischen Überlieferung bekannt. Er wird zweimal bei Martial erwähnt und muss demnach während der Regierungszeit des Kaisers Domitian (81–96) aktiv gewesen sein. Obwohl Septicius offenkundig zu den am höchsten angesehenen Vertretern seiner Zunft gehört hatte, äußert sich Martial eher verachtend über ihn. Nach ihm ist das argentum septicianum, das „Septicius-Silber“ benannt worden.